# Chrysophyllum lucentifolium
Chrysophyllum lucentifolium är en tvåhjärtbladig växtart som beskrevs av Arthur John Cronquist. Chrysophyllum lucentifolium ingår i släktet Chrysophyllum och familjen Sapotaceae.

## Underarter
Arten delas in i följande underarter:
- C. l. lucentifolium
- C. l. pachycarpum